# Canal de Jambelí
El canal de Jambelí es un estrecho o paso marítimo situado al suroeste del Ecuador, en el golfo de Guayaquil, que separa la isla Puná del territorio continental de la provincia de Guayas y la de El Oro. Es, junto al canal del Morro, uno de los dos accesos hacia el interior deltaico del río Guayas. La mayor parte de las embarcaciones que acceden a Guayaquil, principal puerto del país, lo hacen por este canal. 
Se extiende de suroeste a noreste a lo largo de aproximadamente 62,8 km; tiene en su inicio desde punta Salinas hasta punta Payana una anchura de 2910,5 km de ancho que va estrechándose poco a poco hasta alcanzar 10,5 km en punta Mandinga.
En el canal de Jambelí, la corriente sigue paralela a la costa y las profundidades en esta área son variables y regulares existiendo muchos bajos que son peligrosos para la navegación. El veril de 20 m apenas llega hasta punta Salinas y punta Payana, para luego aparecer en forma de una fosa entre punta Arenas y punta Vieja.
En 1865 se dio el combate naval de Jambelí.